# NGC 6744

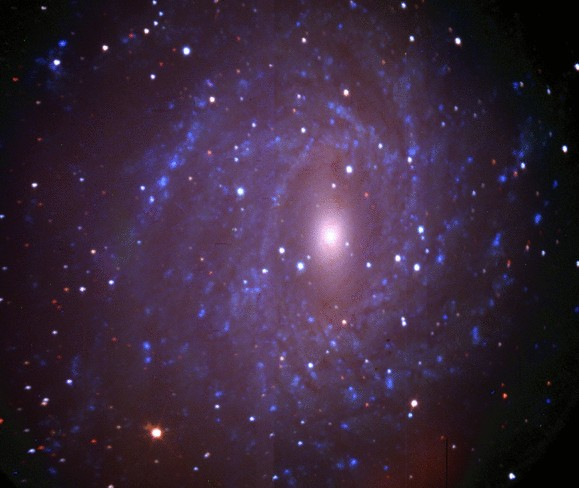
Galaktyka NGC 6744

NGC 6744 (również PGC 62836) – galaktyka spiralna w gwiazdozbiorze Pawia w odległości około 30 milionów lat świetlnych od Ziemi. Została odkryta 30 czerwca 1826 roku przez Jamesa Dunlopa.
NGC 6744 jest jednym z najjaśniejszych obiektów pozagalaktycznych w tej konstelacji. Jej średnica kątowa wynosi 9', a jasność 10,6m. 
Galaktyka jest prawie dwukrotnie większa od Drogi Mlecznej, ale, jak pokazują zdjęcia wykonane przez astronomów Europejskiego Obserwatorium Południowego (ESO), jej wygląd bardzo dobrze obrazuje, jak wyglądałaby nasza Galaktyka, gdybyśmy mogli na nią spojrzeć z zewnątrz.
W galaktyce tej zaobserwowano supernową SN 2005at.